# Liste des basiliques allemandes
Cet article liste les lieux de culte catholiques qui portent le titre de basiliques mineures en Allemagne.

## Bade-Wurtemberg

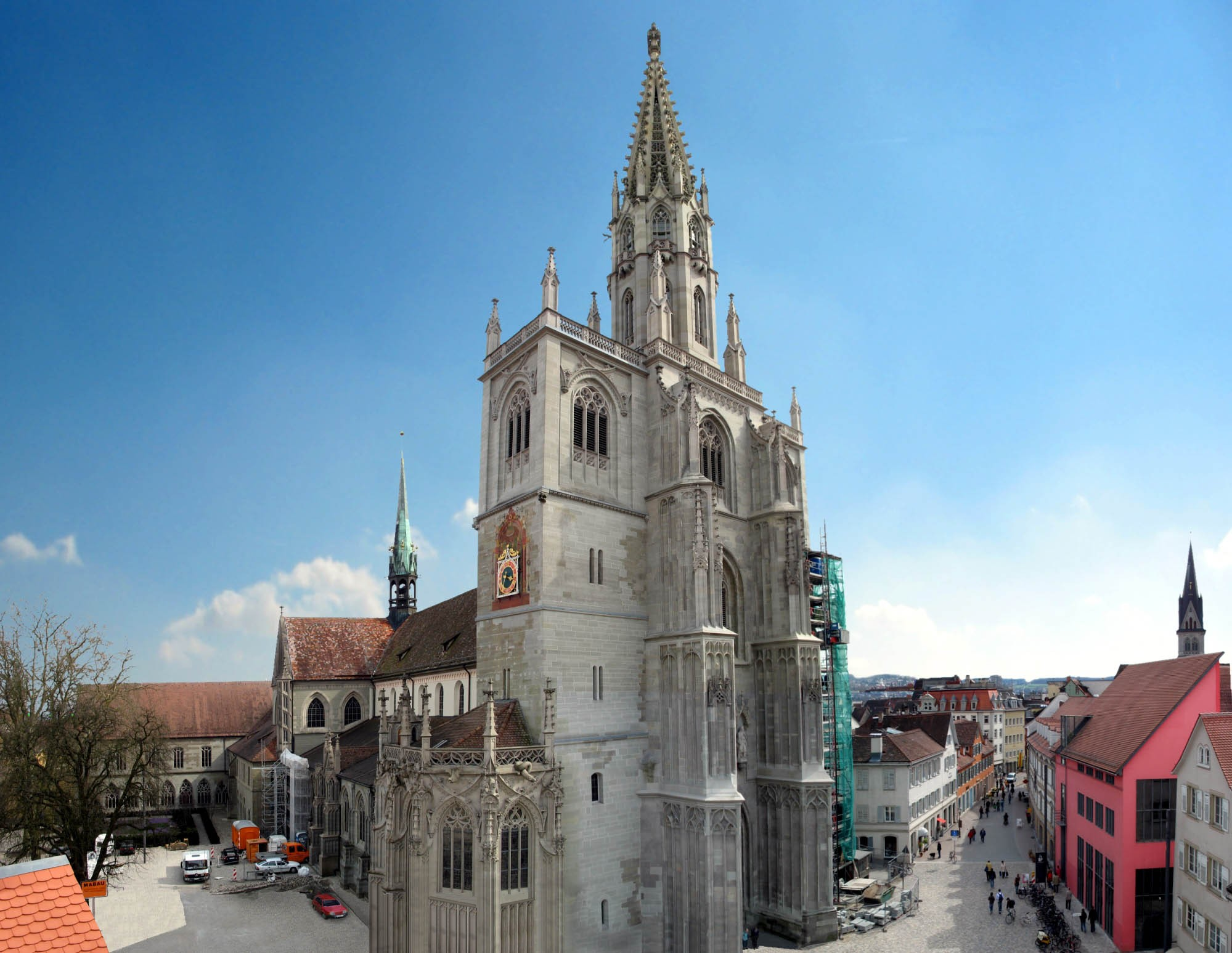
La cathédrale Notre-Dame de Constance

- Basilique Notre-Dame de Birnau au bord du Lac de Constance.
- Basilique Notre-Dame à Constance
- Basilique Saint-Vit à Ellwangen.
- Basilique Saint-Georges à Ochsenhausen.
- Cathédrale Sainte-Marie-et-Saint-Marc de Reichenau-Mittelzell.
- Basilique Saint-Martin à Ulm-Wiblingen.
- Basilique Saint-Georges à Walldürn.
- Basilique Saint-Martin à Weingarten.

## Basse-Saxe
- Basilique Notre-Dame-des-Sept-Douleurs à Cloppenburg-Bethen.
- Basilique Saint-Cyriaque à Duderstadt.
- Basilique Saint-Clément à Hanovre
- Basilique Saint-Gothard à Hildesheim.

## Bavière

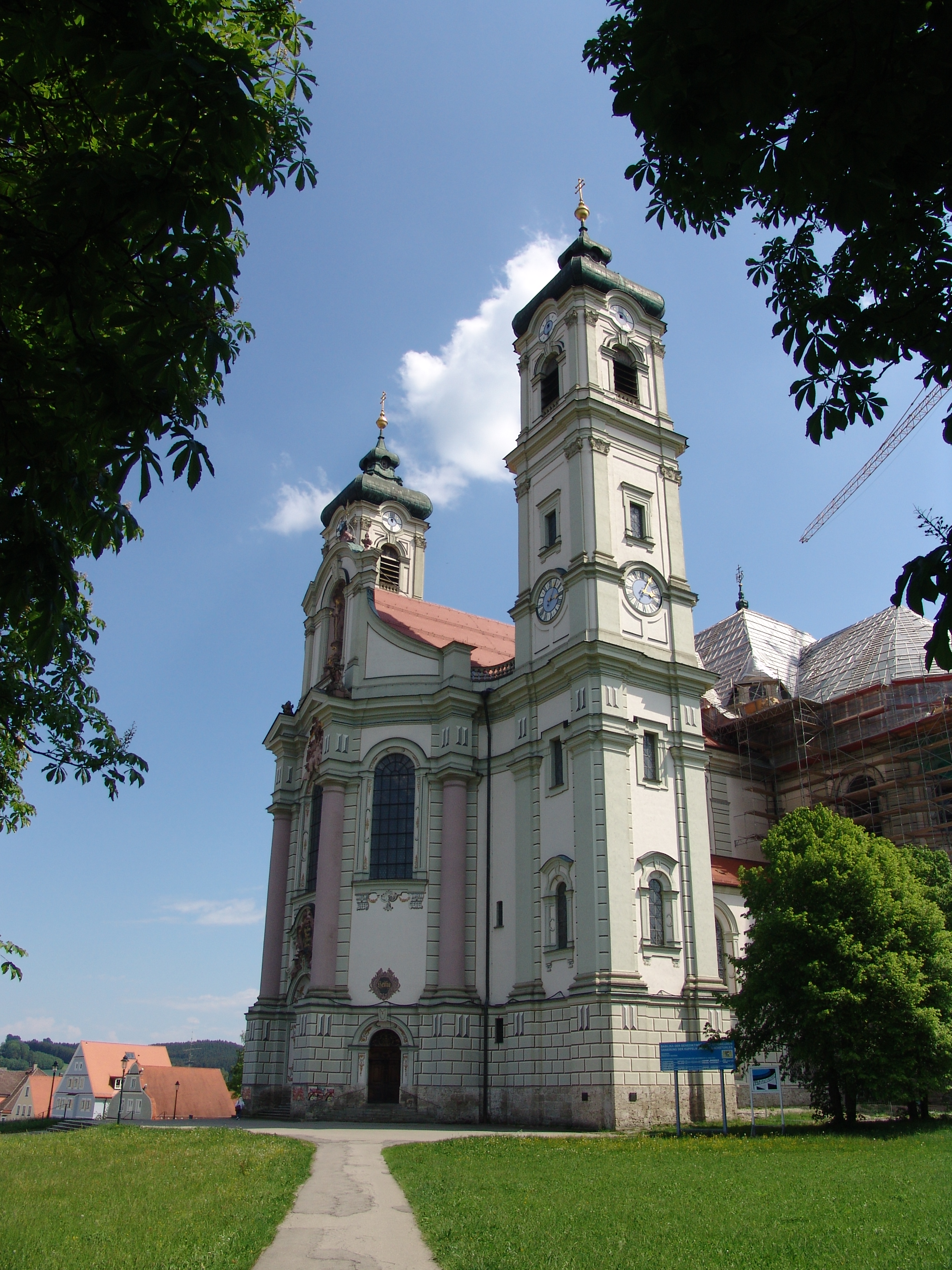
L'abbaye d'Ottobeuren

- Basilique Saint-Michel à Altenstadt (Haute-Bavière).
- Basilique Sainte-Anne à Altötting.
- Basilique Saint-Martin à Amberg.
- Basilique Saint-Pierre et Saint-Alexandre à Aschaffenbourg.
- Basilique Saint-Ulrich-et-Sainte-Afre à Augsbourg.
- Basilique de Vierzehnheiligen à Bad Staffelstein.
- Basilique-cathédrale Saint-Pierre et Saint-Georges à Bamberg.
- Basilique Saint-Benoît à Benediktbeuern.
- Basilique Saint-Pierre à Dillingen.
- Basilique Notre-Dame-de-l'Assomption à Ettal.
- Basilique de la Sainte-Trinité à Gößweinstein.
- Basilique Saint-Vit-et-Saint-Deocar à Herrieden.
- Basilique Notre-Dame-de-l'Assomption à Ingolstadt.
- Basilique Saint-Laurent à Kempten.
- Basilique Saint-Martin à Landshut.
- Basilique Saint-Maurice à Niederalteich.
- Basilique Saint-Alexandre et Saint-Théodore à Ottobeuren.
- Basilique Notre-Dame à Ratisbonne
- Basilique Saint-Emmeran à Ratisbonne.
- Basilique Sainte-Croix à Scheyern.
- Basilique Saint-Jacques à Straubing.
- Basilique Notre-Dame-de-l'Assomption à Tuntenhausen.
- Basilique Saint-Marie-et-Saint-Jean à Waldsassen.
- Basilique "Maria Brünnlein" à Wemding.
- Basilique de la Visitation-de-la-Vierge-Marie à Marktleugast-Marienweiher.
- Basilique Sainte-Marguerite à Osterhofen-Altenmarkt.

## Berlin
- Basilique-cathédrale Sainte-Edwige à Berlin.
- Basilique Notre-Dame du Rosaire à Berlin.
- Basilique Saint-Jean à Berlin.

## Brandebourg
Aucune.

## Brême
Aucune.

## Hambourg
Aucune.

## Hesse
- Basilique Saint-Pierre à Fritzlar.
- Basilique Saint-Denis et Saint-Valentin à Kiedrich.
- Basilique Sainte-Marie, Saint-Pierre et Saint-Paul à Niddatal-Ilbenstadt.
- Basilique Saint-Marcellin-et-Saint-Pierre à Seligenstadt.

## Mecklembourg-Poméranie-Occidentale
Aucune.

## Rhénanie-du-Nord-Westphalie
- Basilique Saint-Martin à Bonn.

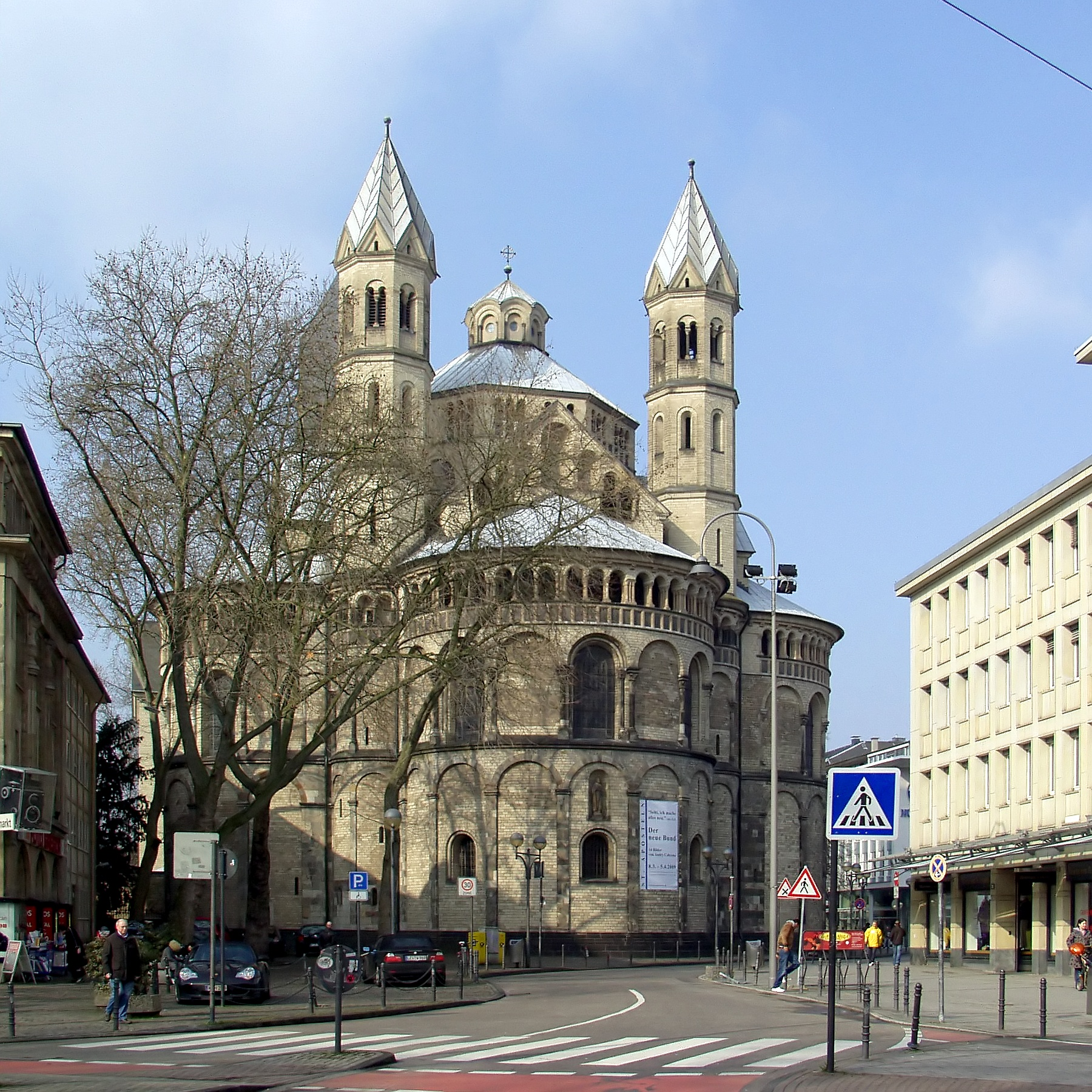
L'église des Saints-Apôtres de Cologne

- Basilique Sainte-Marie-du-Capitole à Cologne
- Basilique des Saints-Apôtres à Cologne.
- Basilique Saint-Cunibert à Cologne.
- Basilique Saint-Géréon à Cologne.
- Basilique Sainte-Ursule à Cologne.
- Basilique Saint-Séverin à Cologne.
- Basilique Saint-André à Dormagen.
- Basilique Saint-Lambert à Düsseldorf.
- Basilique Sainte-Marguerite à Düsseldorf-Gerresheim.
- Basilique Saint-Suitbertus à Düsseldorf-Kaiserswerth.
- Basilique Saint-Ludgerus à Essen-Werden.
- Basilique Saint-Potentinus, Saint-Felicius et Saint-Simplicius à Kall-Steinfeld.
- Basilique Sainte-Marie à Kevelaer.
- Basilique Sainte-Ida à Lippetal-Herzfeld.
- Basilique Saint-Vit à Mönchengladbach.
- Basilique Saint-Quirinus à Neuss.
- Basilique Saint-Antoine de Rheine à Rheine
- Basilique de la Visitation de la Vierge Marie à Werl.
- Basilique Saint-Laurent à Wuppertal.
- Basilique Saint-Victor à Xanten.

## Rhénanie-Palatinat
- Basilique Saint-Martin à Bingen.

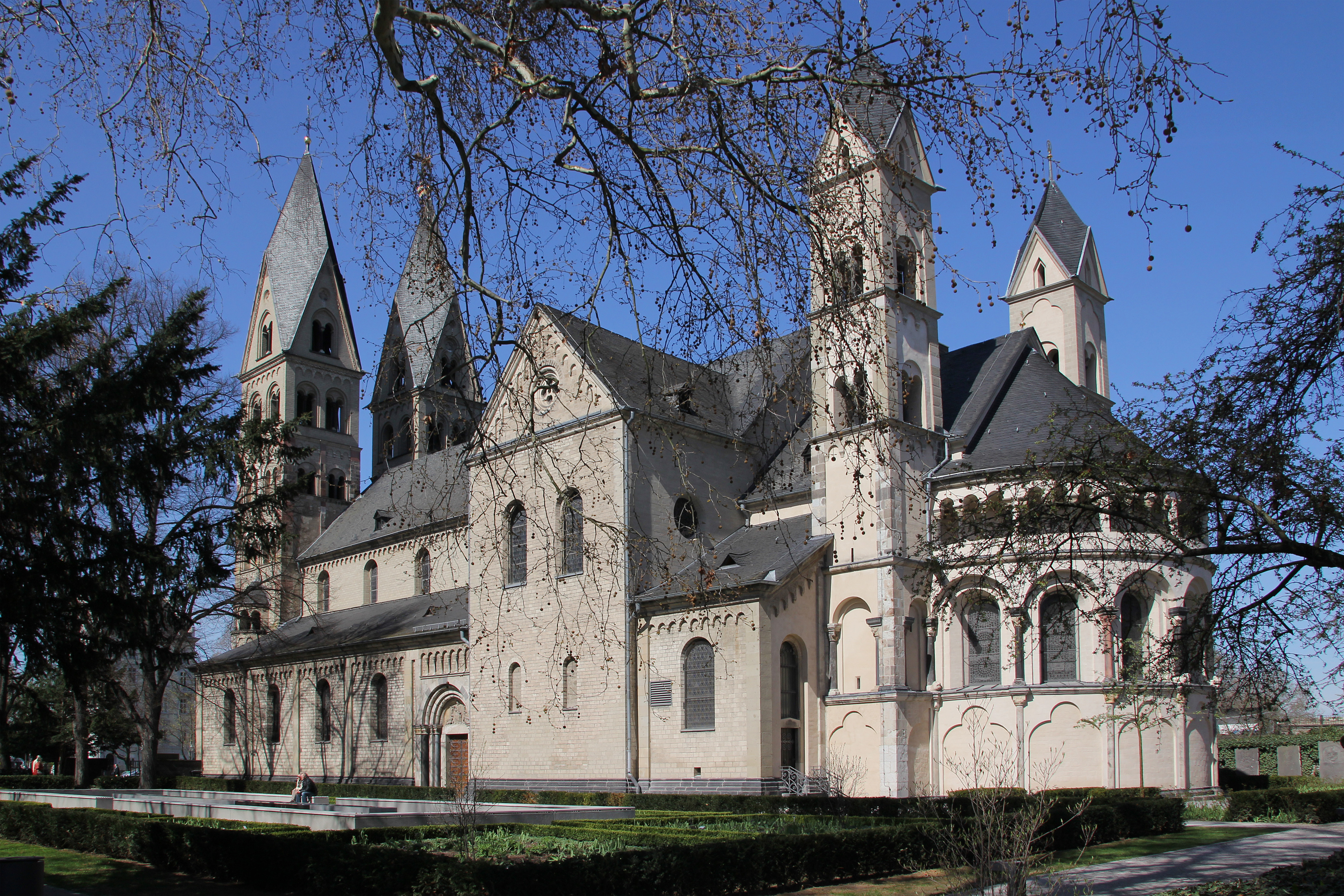
La basilique Saint-Castor

- Basilique Saint-Séverin à Boppard.
- Basilique Saint-Castor à Coblence.
- Basilique Saint-Sauveur à Prüm.
- Basilique-cathédrale Notre-Dame-de-l'Assomption-et-Saint-Étienne à Spire
- Basilique Notre-Dame de Marienstatt (de) à Streithausen.
- Basilique Saint-Matthias à Trèves.
- Basilique Notre-Dame à Trèves.
- Basilique Saint-Paulin à Trèves.
- Basilique Saint-Pierre à Worms.
- Basilique de Maria Laach dans la région d'Eifel.

## Sarre
- Basilique Saint-Wendelin à Saint-Wendel.
- Basilique Saint-Jean à Sarrebruck

## Saxe
- Basilique de la Sainte-Croix à Wechselburg.

## Saxe-Anhalt
Aucune.

## Schleswig-Holstein
Aucune.

## Thuringe
Aucune.